# ヘラルボニー
株式会社ヘラルボニー（HERALBONY Co., Ltd.）とは、岩手県盛岡市にあるクリエイティブ会社。
社名の由来は共同代表である双子の松田文登・崇弥の、障害がある長兄の造語から。

## 概要
当該企業の代表・松田崇弥は、経産省のホームページのインタビューに答えて、自社の業務を次のように説明した。「主に知的障害のある作家さんとライセンス契約し、シャツ、ジャケットのような製品をつくったり、企業とコラボしてアートイベントを展開したりしています。タレントエージェンシーとIP（知的財産）ビジネスを掛け合わせたような領域」であると。

## 社史
- 2019年9月、代表である松田文登と崇弥が、フォーブス・ジャパン誌の「三十歳未満の三十人の経営者」に選出される[3]
- 2019年11月、JR東日本スタートアッププログラム2019において、オーディエンス賞を受賞[4]
- 2020年1月、日本予選にて副代表の松田文登が出場し優勝。極寒のバルト海に身を投じピッチするイベント「Polar Bear Pitching（北極熊ピッチ）」の出場権を獲得[5]
- 2020年2月、東北最大のスタートアップの祭典「TGA festival」にてオーディエンス賞を受賞[6]
- 2020年11月、「東北D2Cアワード」の優秀賞を受賞[7]
- 2020年12月、「東京都が運営するスタートアップ支援プログラム「NEXs Tokyo」に選出[8]
- 2021年2月、「駅等のインフラを活用したアップサイクルモデルが「第3回 日本オープンイノベーション大賞」環境大臣賞を受賞[9]
- 2021年2月、ICCサミット FUKUOKA 2021の「ソーシャルグッド・カタパルト」優勝、「カタパルト・グランプリ」にて3位入賞[10]
- 2021年2月、『Marui Co-Creation Pitch 2021』にて「優秀賞」と「オーディエンス賞」のダブル受賞[11]
- 2021年9月、ICCデザイン・アワード「ライフスタイル分野」優勝[12]
- 2021年10月、地域再生大賞にて「第12回共創アート賞」を受賞[13]
- 2022年2月、Rethink アワード2022にて企業部門を受賞[14]
- 2022年6月、経済産業省主催「日本スタートアップ大賞 2022 審査委員会特別賞」を受賞[15]
- 2023年10月、「へラルボニーカード」がグッドデザイン賞を受賞[16]
- 2023年11月、ACC TOKYO CREATIVITY AWARDSにて、「1・31 異彩の日」がPR部門・総務大臣賞/ACCグランプリを受賞[17]
- 2024年5月、スタートアップワールドカップ2024京都予選にて優勝[18]
- 2024年5月、ルイ・ヴィトンなどを傘下におさめるLVMHが主催したイノベーション・アワードを受賞[19]
- 2025年3月、代表の松田文登と松田崇弥が「HERALBONY Art Prize 2024」により芸術選奨新人賞（芸術振興部門）受賞[20]

## 参考書籍
- 『異彩を、放て。: 「ヘラルボニー」が福祉×アートで世界を変える』松田文登と松田崇弥・著(新潮社、2022年)